# Boia de rescat
|  | No s'ha de confondre amb Boia de rescat (Luftwaffe). |

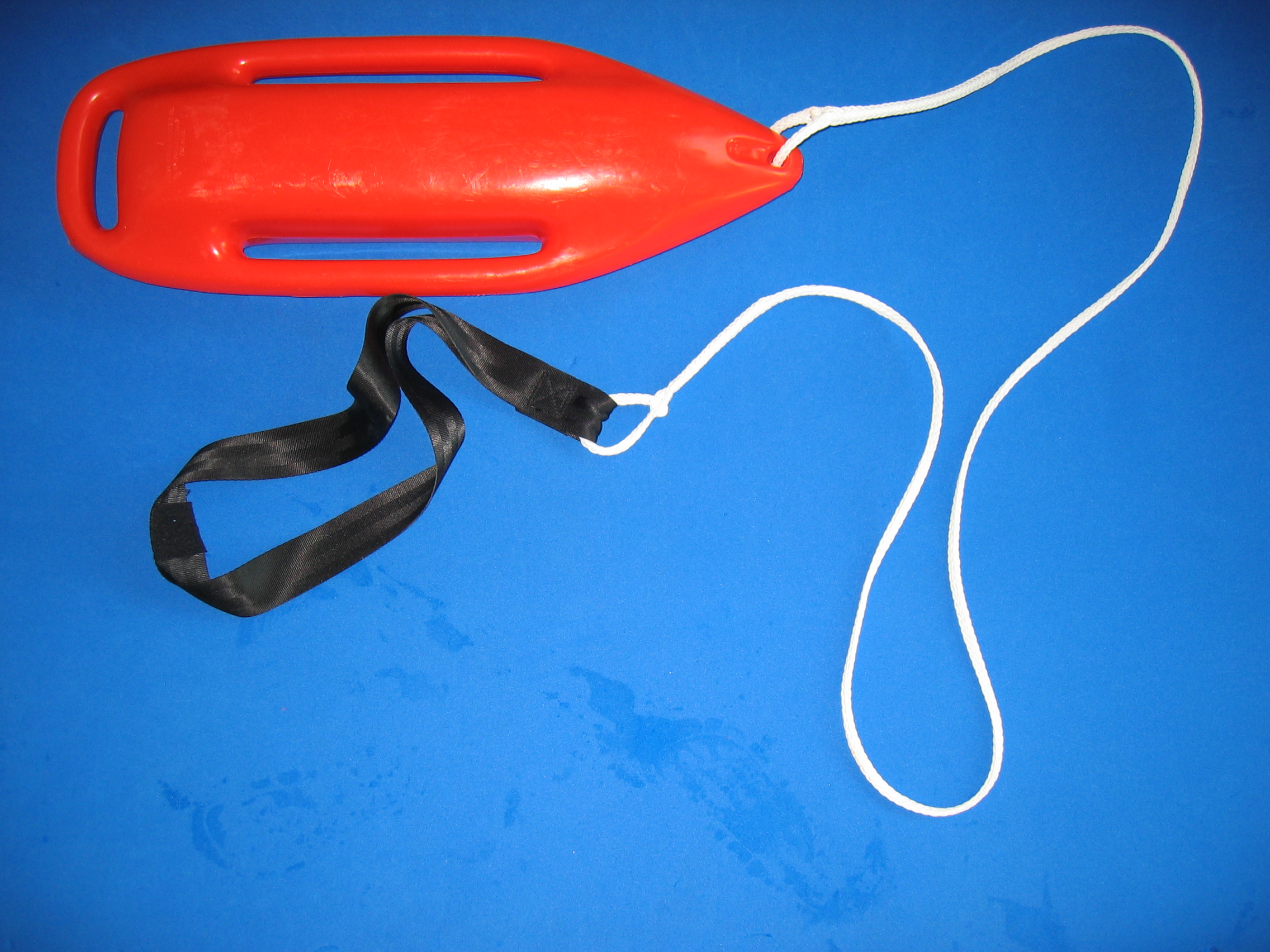
Una boia de salvament

Una boia de salvament, un tub de salvament o una boia torpede és el nom de diversos dispositius salvavides flotants que s'utilitzen com equipament per al salvament aquàtic, principalment com un dispositiu de salvament individual per a una persona. Però, fins i tot es pot emprar com a dispositiu de salvament d'un grup de diverses persones, o bé com a collar salvavides.

## Història

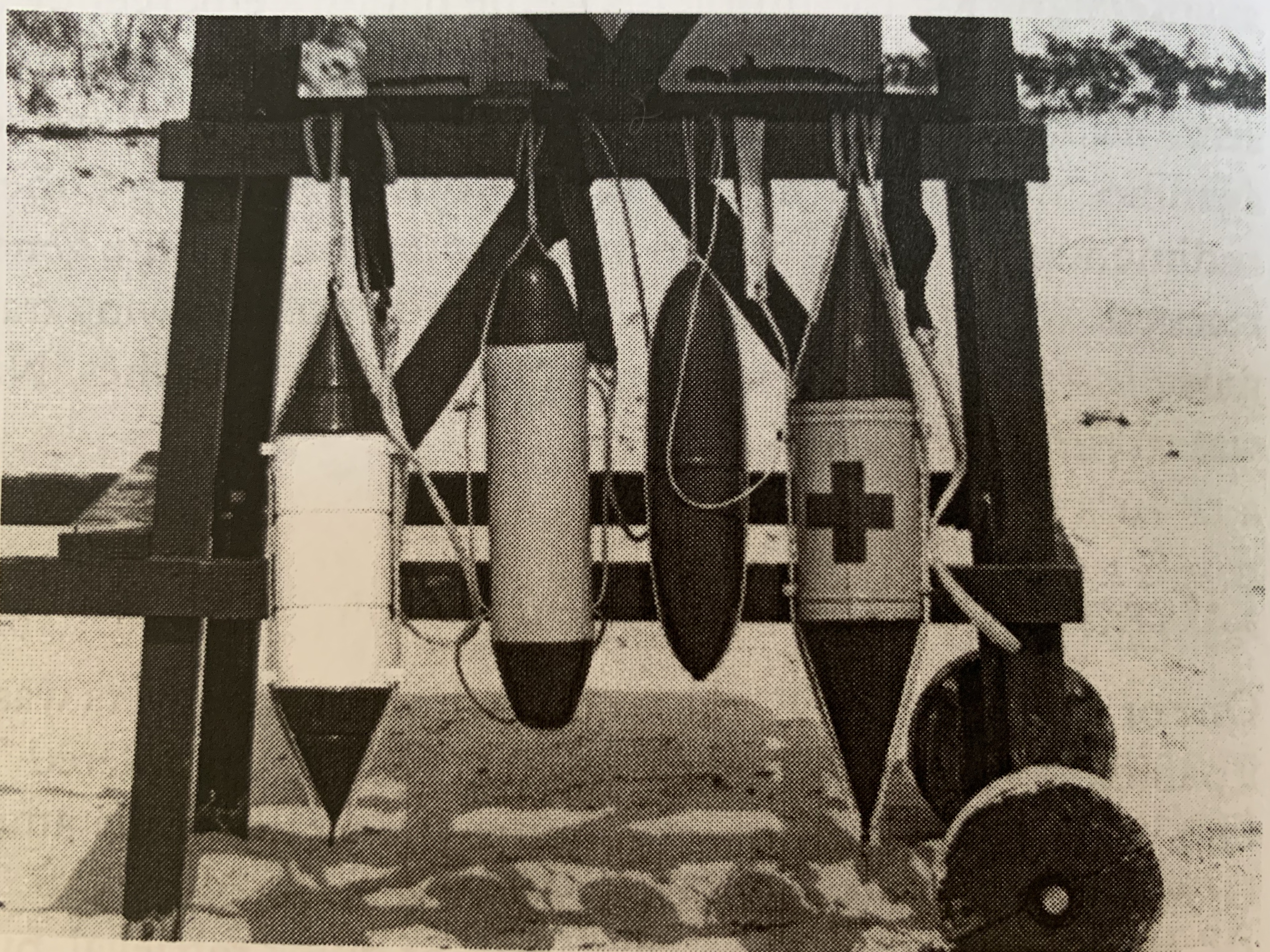
Rescue buoys primitives

Els primers dispositius d'aquest tipus per salvar vides a l'aigua van ser pells o intestins d'animals inflats o també carbasses buides. Altres desenvolupaments consistien en peces de suro amb diverses formes units amb cordills o enganxats sober xape. A partir del 1891, les boies salvavides foren exigides pel reglament de prevenció d'accidents de l'associació professional marítima. El primer cèrcol salvavides molt similar en aparença a la forma actual, va ser registrat per una patent als Estats Units, el 1935.
Creat per primera vegada pel capità Henry Sheffield el 1897, el primer "pot de rescat" estava fet de llauna amb als dos extrems punxeguts. Tenia poca resistència al moure'es dins l'aigua, però, ocasionalment, podia produir danys al salvavides o a la víctima. Gradualment, el disseny es va canviar a xapa a alumini amb els extrems arrodonits, però tot i així, encara es produirien lesions.
La Boia Torpedo Walters va ser inventada el 1919 per Henry Walters del Cos de Voluntaris Salvavides de la Creu Roja Americana.

Creat el 1935, Pete Peterson va produir un tub de rescat inflable amb ganxos de seguretat modelats en un extrem i una corretja de 14 polzades a l'altre. El disseny es va millorar una mica a finals de la dècada de 1960 fabricant-lo amb goma escuma de cel·la tancada.

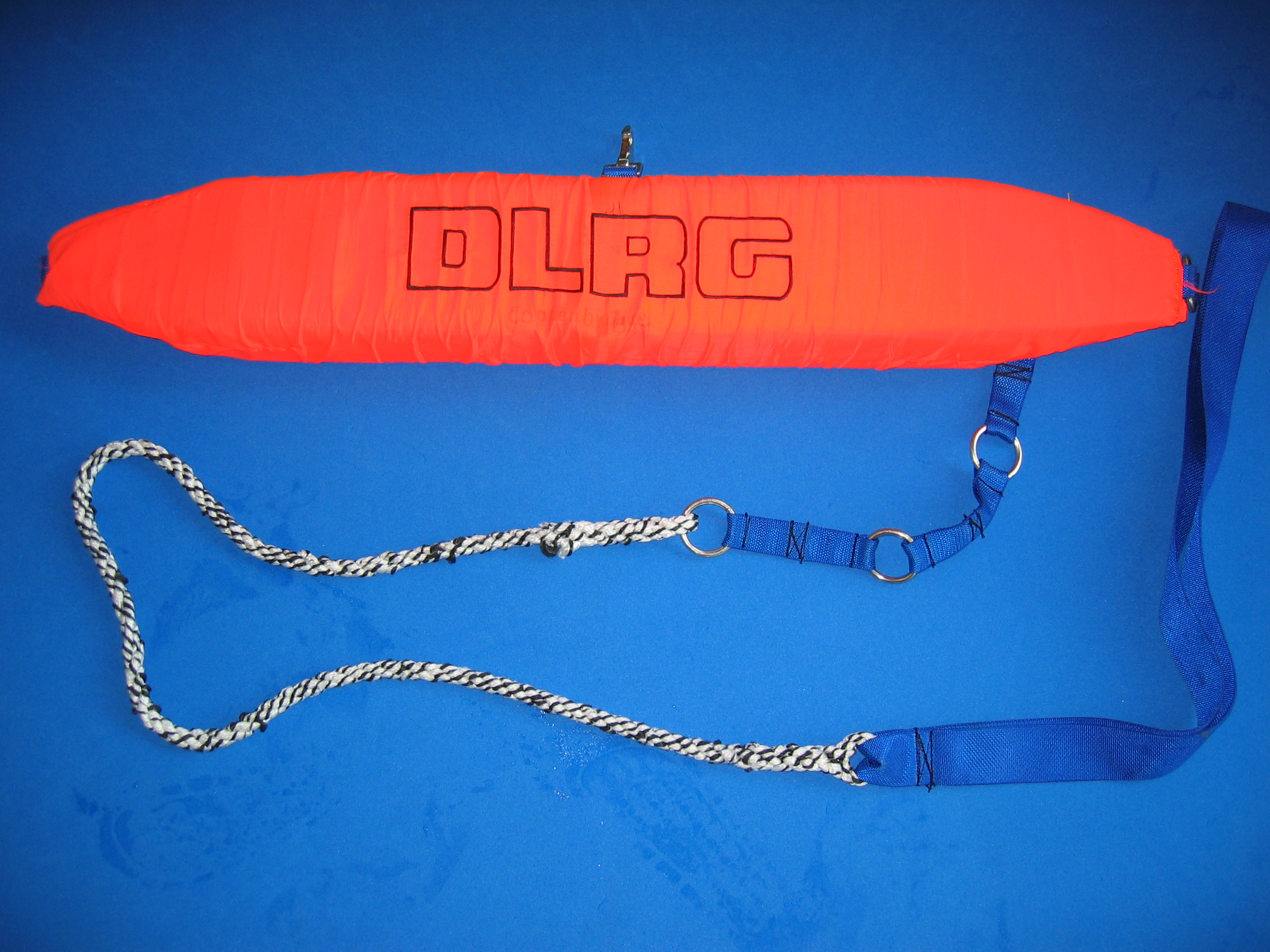
Tube Peterson.

## Boia salvavides com a dispositiu de salvament individual
El salvavides (també: Baywatch buoy, English Torpedo Buoy o Rescue Can) com a mitjà únic de salvament és similar al salvavides o al cinyell de salvament. És molt adequat per al seu ús en condicions difícils, per exemple, en mars encrespades, per a nedar llargues distàncies o amb forts corrents. El cèrcol salvavides té una corretja per al pit i l'espatlla que va connectada al cos de la boia, un flotador de plàstic amb nanses, mitjançant una corda. L'efecte de flotabilitat ofereix al salvador una seguretat addicional en les condicions difícils esmentades anteriorment. Aquest tipus de boia també es fa servir per al salvament aquàtic amb gossos.

## Boies de salvament al Canal de la Mànega

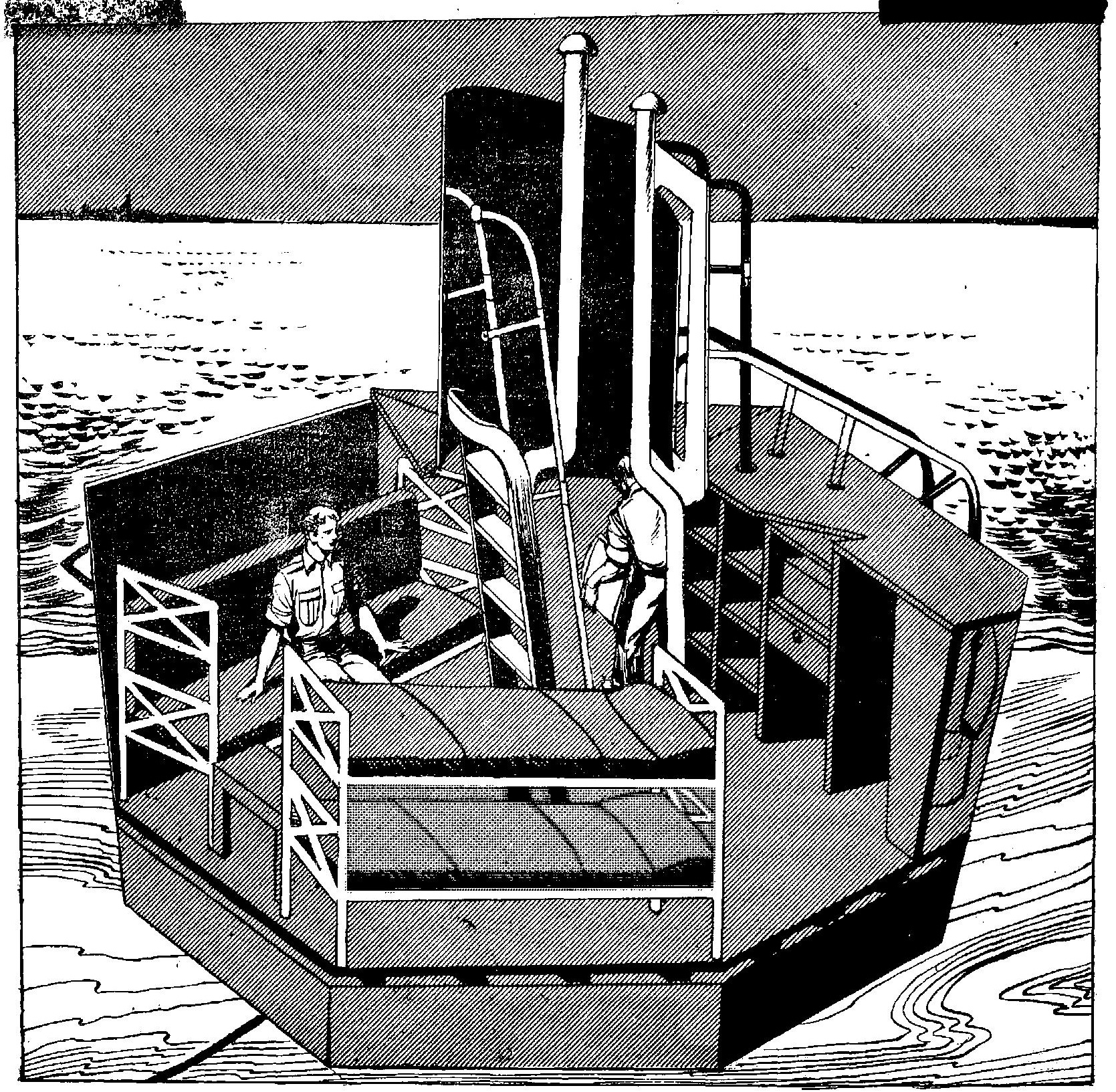
L'interior d'una boia de salvament de la Luftwaffe

Durant la Segona Guerra Mundial, a instàncies del General alemany Ernst Udet, es van desplegar al Canal de la Mànega, "com a refugi", unes boies de salvament gegants, llastades en llocs coneguts, on cabien diversos pilots de la Luftwaffe abatuts en vol o que havien hagut de fer un amaratge d'urgència.